# ماكسمينو مارتينز
ماكسمينو مارتينز (1888 - 1964) (بالإنجليزية: Maximino Martínez)